# Колмје ле О
Колмје ле О (фр. Colmier-le-Haut) насеље је и општина у североисточној Француској у региону Шампањ-Арден, у департману Горња Марна која припада префектури Лангр.
По подацима из 2011. године у општини је живело 64 становника, а густина насељености је износила 3,31 становника/km². Општина се простире на површини од 19,35 km². Налази се на средњој надморској висини од 420 метара.

## Демографија
| 1962. | 1968. | 1975. | 1982. | 1990. | 1999. | 2011. |
| ----- | ----- | ----- | ----- | ----- | ----- | ----- |
| 89    | 114   | 90    | 75    | 67    | 67    | 64    |

График промене броја становника у току последњих година